# Tecolotlán
Tecolotlán é um município do estado de Jalisco, no México.
Em 2005, o município possuía um total de 14.984 habitantes.